# USS Pierre (PC-1141)
Pour les articles homonymes, voir USS Pierre.
L'USS Pierre (PC-1141) était un chasseur de sous-marins de classe PC-461 construit pour l’United States Navy pendant la Seconde Guerre mondiale. Il a été rebaptisé USS Pierre (PC-1141) en 1956, a été désarmé de l’US Navy en octobre 1958 et transféré à la marine indonésienne sous le nom de KRI Tjakalang.

## Carrière
Le PC-1141 a été mis sur cale par la Defoe Shipbuilding Company de Bay City (Michigan) le 12 mars 1943. Il a été lancé le 22 juin 1943 et mis en service à la Nouvelle-Orléans (Louisiane) le 23 décembre 1943 sous le nom d’USS PC-1141.
Après avoir été équipé à la base navale, le PC-1141 quitta la Nouvelle-Orléans le 6 janvier 1944 et arriva trois jours plus tard au centre d’entraînement des chasseurs de sous-marins à Miami (Floride). Les essais au large de Miami ont été suivis par des modifications à la Merrill-Stevens Drydock & Repair Co. (Miami) jusqu’au 13 février, date à laquelle il est parti pour l’entraînement à la Fleet Sonar School de Key West. Il est affecté au commandement du Gulf Sea Frontier, où il escorte des convois dans le golfe du Mexique et entre Key West, Miami et Cuba. Le 13 mai, il quitta Key West pour escorter un convoi qui atteignit New York le 18 mai.
Le PC-1141 est affecté au commandement Eastern Sea Frontier et effectue ses opérations à partir de la base navale de Tompkinsville (État de New York) jusqu’au 18 juin. Du 31 mai 1944 au 10 mai 1945 il effectua douze voyages d’escorte de New York à la Base navale de la baie de Guantánamo et retour. Après une révision à la Marine Basin Co. et à la Naval Frontier Base, il quitta New York avec quatre autres chasseurs de sous-marins le 18 juin, atteignant San Diego le 9 juillet. Le PC-1141 se rendit ensuite indépendamment au chantier naval de Pearl Harbor, où il arriva le 25 juillet pour servir au sein de la Force de service de la flotte américaine du Pacifique. Le 7 août, il a pris la mer en tant qu’unité d’escorte d’un convoi qui est arrivé à l’atoll de Kwajalein, dans les îles Marshall, le 17 août.
Il est resté dans les Marshall jusqu’au 12 février 1946, effectuant des patrouilles de sauvetage air-mer au large des îles Kwajalein et Roi et se tenant prêt pour des missions de sauvetage air-mer à longue distance. Il quitta Kwajalein le 12 février et arriva au chantier naval de Mare Island le 17 mars pour y être entretenu.
Le PC-1141 quitta San Francisco le 15 juin pour de brèves opérations à Pearl Harbor, puis se dirigea vers le port de Pago Pago à Tutuila, îles Samoa, où il arriva le 15 juillet. Unité de la 11e division de la Force de service de la flotte américaine du Pacifique, il est basé à Pago Pago jusqu’à la fin du mois de janvier 1948, effectuant des patrouilles de station de sauvetage parmi les îles Samoa avec des voyages périodiques à Funafuti, dans les îles Ellice. En mai, il est affecté à la station de sauvetage air-mer de l’atoll Johnston.
Le PC-1141 a continué à servir de station de sauvetage air-mer et de patrouille jusqu’en avril 1954. Pendant cette période, il était alternativement basé à l'atoll Johnston, aux Îles Midway, Pearl Harbor et à l’atoll de Kwajalein dans les îles Marshall. Le 10 avril 1954, il est basé en permanence à Pearl Harbor pour opérer sous les ordres du commandant du 14e district naval pour le reste de sa carrière dans la marine des États-Unis. Sa tâche principale était d’effectuer des croisières d’entraînement pour les réservistes de la marine dans les îles Hawaï et des croisières d’entraînement vers l’île de Canton, aux Samoa, San Francisco (Californie), et Papeete, Tahiti (Polynésie française). Le PC-1141 a été renommé USS Pierre (PC-1141) le 15 février 1956, d’après la capitale du Dakota du Sud.
L’USS Pierre a été désarmé à Pearl Harbor le 25 octobre 1958 et rayé de la liste de la marine le même jour. Il a ensuite été transféré au gouvernement indonésien dans le cadre du programme d’assistance mutuelle en matière de défense, et est devenu le KRI Tjakalang dans la marine indonésienne.